# Lijst van burgemeesters van Noordwelle
Dit is een lijst van burgemeesters van de voormalige Nederlandse gemeente Noordwelle tot die gemeente in 1961 opging in de fusiegemeente Westerschouwen.
| Ambtsperiode | Naam burgemeester              | Partij of stroming | Bijzonderheden |
| ------------ | ------------------------------ | ------------------ | --- |
| 18?? - 1838  | Jacob Hoogenboom               |                    | |
| 1838 - 1854  | C. Gast Czn.                   |                    | tevens burgemeester van Serooskerke (S) en Renesse (beide 1853-1854)                                                                             |
| 1854 - 1890  | Jacob Hoogenboom Bz.           |                    | tevens burgemeester van Serooskerke en Renesse                                                                                                   |
| 1891 - 1920  | Marinus (M.) Hoogenboom        |                    | |
| 1920 - 1932  | J. Schooff                     |                    | tevens burgemeester van Serooskerke |
| 1932 - 1944  | Willem Hendrik Scholder        |                    | tevens burgemeester van Serooskerke (1932-1944) en Renesse (1916-1944)                                                                           |
| 1944 - 1945  | Jan (J.P.C.) Boot              | NSB                | waarnemend, tevens waarnemend burgemeester van Serooskerke en Renesse (beide 1944-1945) en burgemeester van Haamstede en Burgh (beide 1943-1945) |
| 1945 - 1949  | Willem Hendrik Scholder        |                    | tevens burgemeester van Serooskerke en Renesse                                                                                                   |
| 1949 - 1961  | Gerard Feiko Lunsingh Tonckens |                    | waarnemend, tevens tijdens (deel van) deze periode (waarnemend) burgemeester van Serooskerke en Renesse                                          |